# 84A busz (Bécs)
A bécsi 84A busz Aspern Nord S+U (metróállomás) és Aspernstrasse U között közlekedik, Seestadt U érintésével. Kiszolgálja Aspern és Seestadt városrészeket, bekötve azokat az Aspernstrasse, Aspern Nord és Seestadt metróállomásokhoz. 
Minden nap közlekedik.

## Meghosszabbítás
2018-ban még csak Seestadtig közlekedett. 2022-ben meghosszabbították Aspern Nordig.

## Járművek
A vonalon 2023-ban Wiener Linien üzemeltetésű MAN Lion's City A21 és Mercedes-Benz Citaro C2 típusú autóbuszok közlekednek. A járműveket az ÖBB Postbus GmbH és a Wiener Linien közösen üzemelteti.

## Útvonala
| Megállóhely            | Átszállási kapcsolat               |
| ---------------------- | ---------------------------------- |
| Aspern Nord S+U        | S80, U2, Rufbus 89A, 95A, 99A, 99B |
| Ilse-Buck-Strasse      | -                                  |
| Käthe-Recheis-Gasse    | -                                  |
| Seestadt U             | U2, 88A, 88B                       |
| Maria-Trapp-Platz      | -                                  |
| Hannah-Arendt-Platz    | -                                  |
| Johann-Kutschera-Gasse | -                                  |
| Lavendelweg            | -                                  |
| An den alten Schanzen  | 97A                                |
| Mittleres Hausfeld     | -                                  |
| Billgasse              | -                                  |
| Löschniggasse          | 97A (Breitenlee, Schule felé)      |
| Aspernstrasse          | U2, 26A, 93A, 97A, 98A             |